# Kirigami

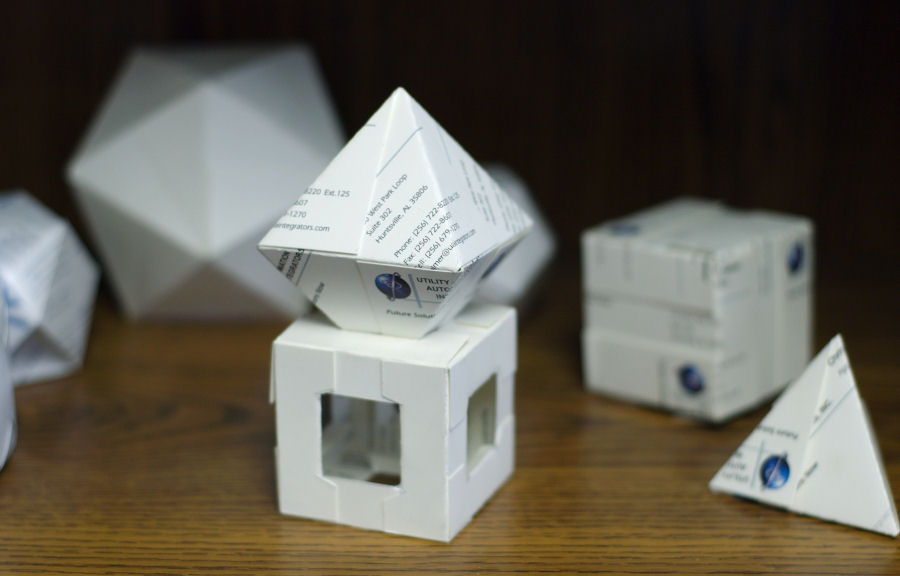
Kirigami avec des cartes de visite.

Le kirigami est, dans la culture japonaise, l'art du découpage du papier, et l'ensemble des œuvres en papier découpé qui en sont issues. Il se différencie de l'origami par la présence de découpes, en plus des pliages. Le mot kirigami (切り紙), est composé de kiru (切る, couper) et de kami (紙, papier). On parle également de kirie (切り絵, littéralement « dessin découpé »).
Le kirigami inspire aujourd'hui les nanotechnologies et d'autres domaines technico-scientifiques.

## Histoire

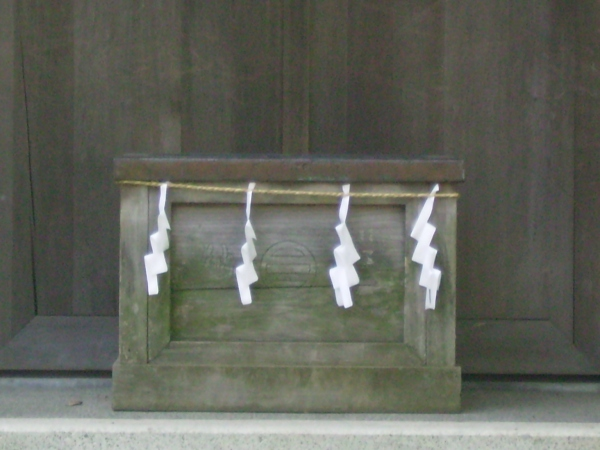
Kirigami en forme d'éclair.

Les origines du kirigami remontent jusqu'en Chine, où l'on pratiquait l'art du jianzhi. Le jianzhi regroupe l'ensemble des techniques de pliage et de découpage du papier. Par la suite, le jianzhi s'est répandu dans le monde entier pour subir plusieurs changements. De cet art, sont apparus au Japon l’origami, le kumigami, le chigiri, le kirie, le kirigami, etc.
Puisque le kirigami n'a pas eu une très grande influence dans le monde en dehors du Japon, il n'y a pas beaucoup de documents étrangers sur cet art de manipulation du papier. On sait par contre, que l'usage le plus ancien du kirigami se faisait dans les cérémonies religieuses et dans les temples, principalement Shinto. Par la suite, il n'y a pas vraiment eu d'évolution, le kirigami a toujours gardé ses valeurs traditionnelles tout en suivant le progrès de sa parenté la plus proche, l’origami.
Aujourd'hui, le signe le plus populaire pour le kirigami est un éclair carré accroché dans les temples et sanctuaires shinto au Japon. 
Sa popularité moderne est due à sa flexibilité. On peut retrouver le kirigami dans des formes simples, plus complexes ou même tridimensionnelles.
Le kirigami est répandu mondialement, même s'il n'a pas une aussi grande reconnaissance que l’origami :
- dans des cartes (on les ouvre et une image se déplie), il s'agit en fait du principe du livre animé, utilisant de la colle contrairement au kirigami ;
- dans des bricolages enfantins (par exemple les flocons de neige) ;
- dans des arts abstraits de papier découpé et plié ;
- dans des arts d'imprimerie ;
- dans quelques musées (surtout au Japon).

## Techniques
Pour le kirigami, il n'y a aucune technique spécifique, par contre ci-dessous sont présentés des exemples de matériaux, types de plis et autres techniques utilisées généralement pour le kirigami.

### Papiers et cartes
Afin de commencer un projet de type kirigami, il faut tout d'abord choisir le type de papier ou le type de carte que l'on souhaite utiliser. Il faut également prendre en considération la forme, les propriétés, le poids, l'épaisseur et la texture du papier, car ceci sera très important pour le résultat final. Parmi les types de papiers et cartes, on a :
- la carte blanche : papier ou carton blanc ;
- le papier coloré : s'assurer que le papier est purement de couleur, sinon les plis montrent le blanc du papier ;
- le papier recyclé : l'examiner avant de l'acheter, car ce type de papier comporte souvent des bosses, des fils, etc. ;
- le papier d'algues : il est recommandé mais coûte un peu plus cher que la norme ;
- le papier étendu : ce papier contient plusieurs fibres de lignes parallèles qui peuvent être distinguées facilement à l'œil nu ;
- les papiers à main, avec fibres végétales, de riz, stylisés, de coton, marbré et autres… Ces papiers sont très beaux et ont une texture clairement visible, ils sont faciles à manipuler mais plus délicats.

Le meilleur moyen pour déterminer le papier que l'on souhaite utiliser est de regarder si le pli qu'on obtient semble parfait ou non.

### Outils de travail
Ci-dessous, une liste de plusieurs outils associés à la manipulation du papier en kirigami :
- cutter de précision ;
- ciseaux et couteaux ;
- crayon à mine ;
- crayons de couleur et « marqueurs » ;
- gomme à effacer ;
- compas ;
- règle ;
- plieur de ligne, « line folder » ;
- colle (de préférence sans vinyle) ;
- ruban gommé ;
- encre de Chine ;
- pinceaux et peinture ;
- autres.

### Techniques de pli

Pli de vallée.

Pli de montagne.

Il existe plusieurs techniques de pli et différents noms pour ceux-ci, en voici quelques-uns (voir aussi Origami) :
- plis de vallée et plis de montagne (aussi plis concave, convexe, plis de carte) ;
- plis de 90 degrés ;
- effet tunnel ;
- plis de 0 degrés (2 plis du même côté) ;
- plis de 0 degrés (2 plis de différents côtés, aussi double 90 degrés, style Z) ;
- 180 degrés ;
- modèle encoché de 180 degrés (aucun papier de support) ;
- plis parallèles ;
- plis convergents ;
- plis à générations ;
- plis à multiniveaux ;
- autres plis : pli simple, pli de masque, etc.

## Kirigamistes notables
- Naomiki Sato
- Taketori est un artiste japonais créant des kirigami en forme d'insecte.
- Nakamura Haruki (japonais : 中村開己), notamment connu pour ses bombes manchots (en anglais : penguins bombs).